# Gerhard Lang (Biologe)

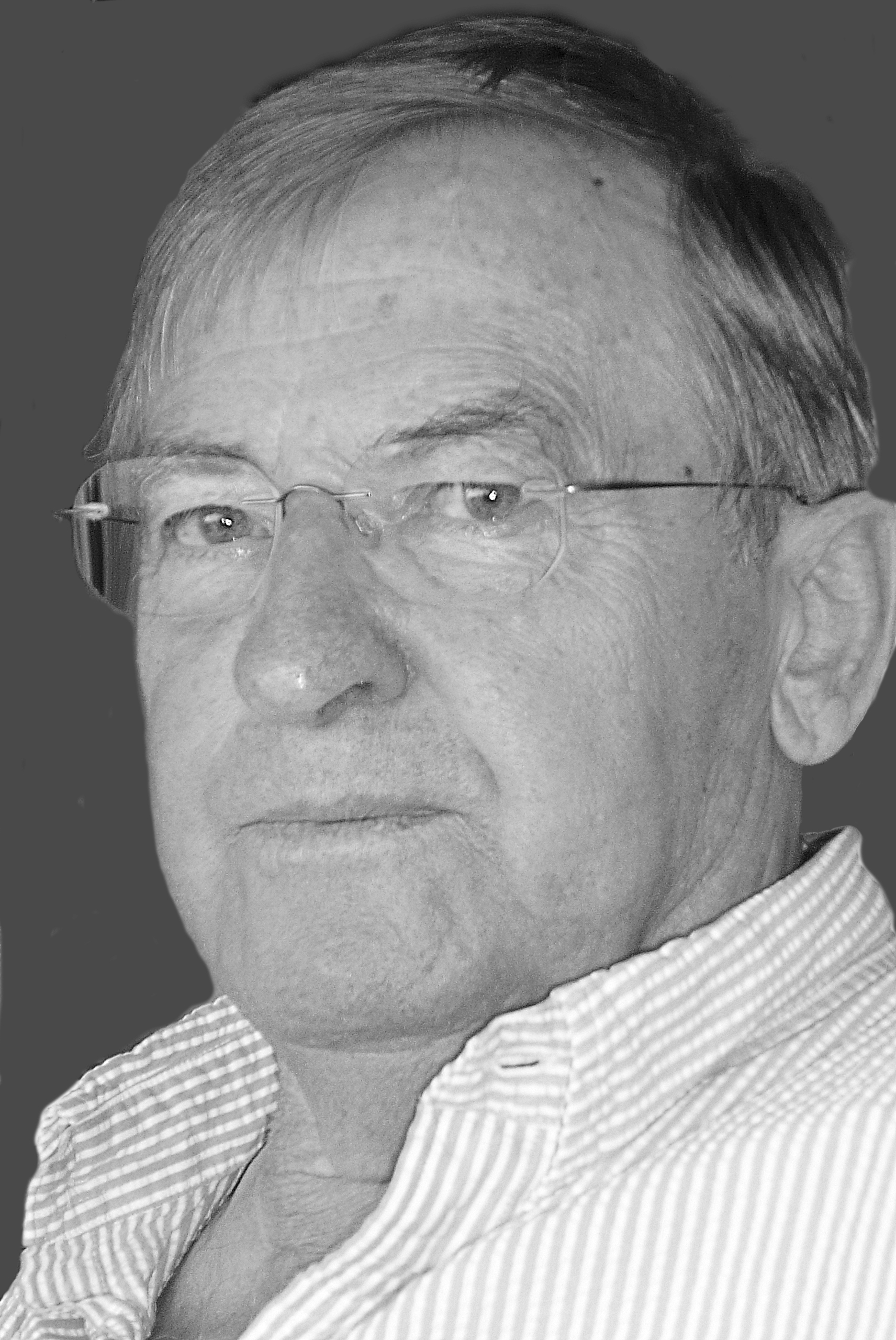
Gerhard Lang (2008)

Gerhard Lang  (* 21. Oktober 1924 in Ravensburg; † 19. Juni 2016 in Biberach an der Riß) war ein deutscher Botaniker mit den Forschungsschwerpunkten Vegetationskunde, Geobotanik und Quartäre Vegetationsgeschichte.

## Leben und Wirken
Während seiner Schulzeit in Ravensburg gehörte Lang zu den Schülern von Karl Bertsch und Hans Gradmann. Er studierte ab 1946 an der Universität Freiburg Botanik und Zoologie mit den Nebenfächern Chemie und Physik. Nach dem Wechsel an die Universität Göttingen 1948 studierte er bei Franz Firbas, wo er 1952 mit einer pollenanalytischen Arbeit zur späteiszeitlichen Vegetationsgeschichte und Florengeschichte Südwestdeutschlands promovierte.
Der berufliche Werdegang führte Lang 1952 zunächst als wissenschaftlicher Mitarbeiter, später als Kurator und Leiter der botanischen Abteilung, an die damaligen Landessammlungen für Naturkunde (heutiges Staatliches Museum für Naturkunde) in Karlsruhe, wo er bis 1975 als Hauptkonservator und stellvertretender Museumsdirektor tätig war.
1962 erhielt Lang einen Lehrauftrag für Geobotanik an der Universität Karlsruhe, wo er sich 1966 mit einer Arbeit über die Ufervegetation des westlichen Bodensees habilitierte. 1972 erfolgte die Ernennung zum außerplanmäßigen Professor.
Im Jahre 1975 wurde Lang als ordentlicher Professor und Direktor des Systematisch-Geobotanischen Institut der Universität Bern (Nachfolge Max Welten) berufen. Nach seiner Emeritierung 1989 zog es Lang in seine oberschwäbische Heimat nach Biberach zurück.

## Forschungsreisen und Studienaufenthalte
1956 Französisches Zentralmassiv, 1959 England, Botany School Cambridge, 1965 Australien (Australische Alpen) Nationaluniversität Canberra, 1971 Sibirien, 1975 Armenien, 1978 Westkanada und westliche USA, 1981 Tropisches und zentrales Australien, 1983 Argentinien.

## Forschungstätigkeit
In seiner Karlsruher Zeit lag der Schwerpunkt der Forschungstätigkeit auf dem Gebiet der vegetationskundlichen – pflanzensoziologischen Kartierung von Meßtischblatt-Karten im Maßstab 1:25.000 in der Oberrheinebene, dem Schwarzwald und dem Bodensee-Gebiet sowie der pollenanalytischen-vegetationsgeschichtlichen Bearbeitung von Mooren und Seen in Südwestdeutschland.
In seiner Berner Zeit war die Forschungstätigkeit auf den alpinen Raum ausgerichtet, insbesondere auf die Untersuchung und Erforschung der dynamischen Vegetationsprozesse der Vergangenheit und des Klimawandels sowie der Entwicklung von Multiproxy-paläoökologischen Forschungsansätzen. Er führte neue Methoden und Technologien ein, beispielsweise quantitative Makrorestanalysen und subaquatische Plattformbohrungen, die neue Erkenntnisse ermöglichten (Lang 1975, 1985). In der Folge erweiterte sich seine Forschung von der Vegetationsökologie und Vegetationsgeschichte zur modernen Multiproxy-Paläoökologie. Nach seiner Emeritierung verfasste Gerhard Lang 1994 das erste Lehrbuch zur quartären Vegetationsgeschichte Europas.

## Schriften (Auswahl)
- Lang, G.(1952) Zur späteiszeitlichen Vegetations- und Florengeschichte Südwestdeutschlands. Flora 139: 243–294.
- Lang, G. und Trautmann, W. (1961) Zur spät- und nacheiszeitlichen Vegetationsgeschichte der Auvergne (franz. Zentralmassiv). Flora 150: 111–142
- Lang, G.(1970) Die Vegetation der Brindabella Range bei Canberra. Eine pflanzensoziologische Studie aus dem südaustralischen Hartlaubgebiet. Akademie der Wissenschaften und der Literatur Mainz, Abh. Math-Naturwiss, Kl.1, 1–98.
- Lang, G.(1970) Florengeschichte und mediterran-mitteleuropäische Florenbeziehungen. Feddes Repertorium 81: 315–335.
- Lang, G.(1973) Die Vegetation des westlichen Bodenseegebietes. Pflanzensoziologie 17, 451.
- Lang, G.(1973) Die Vegetation des westlichen Bodenseegebietes. Fischer, Jena, 451 pp.
- Lang, G.(1975) Die Makrophytenvegetation des Bodensees als Zeiger für den Gütezustand – neuere Entwicklungen. Daten und Dokumente zum Umweltschutz 14: 39–49.
- Lang, G.(1975) Palynologische, grossrestanalytische und paläolimnologische Untersuchungen im Schwarzwald – eine Arbeitsprogramm. Beitr. naturk. Forsch. Südw.-Dtld, 34, 201–208.
- Lang, G.(1981) Die submersen Makrophyten des Bodensees – 1978 im Vergleich mit 1967. Bericht der internationalen Gewässerschutzkommission für den Bodensee 26: 1–64.
- Lang, G.(1984) Festschriften Max Welten. Dissertationes Botanicae 72: 1–525
- Lang, G.(Ed.)(1985) Swiss lake and mire environments during the last 15 000 years. J.Cramer, Vaduz.428.
- Lang, G.(1992) Some aspects of European late- and postglacial flora History. Acta Botanica Fennica 144: 1–17
- Lang, G.(1994). Quartäre Vegetationsgeschichte Europas. G.Fischer, Jena. 462.
- Lang, G. (2005). Seen und Moore des Schwarzwaldes. Andrias 16. 160.